# Goldfrapp
Goldfrapp je britská hudební skupina založená v roce 1999 v Londýně, zástupce žánru synthpop. Skupina má pouze dva členy: Alison Goldfrapp (zpěv, syntetizátor) a Willa Gregoryho (syntetizátor).
V roce 2000 debutovali ambientním albem Felt Mountain, které bylo i přes příznivé ohlasy kritiků komerčním propadákem. Druhý počin Black Cherry byl pro změnu žánrově orientován na synthpop a glam rock a zaznamenal o poznání větší úspěch. Jejich hudba se začala hrát v klubech po celé Británii. Taneční zvuk se odrazil v tvorbě na třetím studiovém albu se kterým navázali na předchozí úspěch. Navíc byla deska v roce 2006 nominována na Grammy v kategorii „Best Electronic/Dance Album".
V roce 2017 vystoupila skupina v pražském Roxy, web iREPORT tento koncert zhodnotil pozitivně.

## Diskografie

### Studiová alba
- 2000 – Felt Mountain
- 2003 – Black Cherry
- 2005 – Supernature
- 2008 – Seventh Tree
- 2010 – Head First (vyšlo 22.3. v ČR) recenze
- 2013 – Tales of Us
- 2017 – Silver Eye

### Remixová alba
- 2006 - We Are Glitter